# Prêmio Sim à Igualdade Racial
O Prêmio Sim à Igualdade Racial é uma premiação do Instituto Identidades do Brasil (ID_BR) realizada anualmente no Brasil, em que, desde 2019, a população indica e jurados votam para reconhecer as principais pessoas, empresas, instituições e iniciativas que agem em prol da igualdade racial no país. É realizada desde 2018, e foi idealizada por Luana Génot e Tom Mendes. É "a maior premiação sobre igualdade racial da América Latina".

## História
A premiação foi criada pelo Instituto Identidades do Brasil (ID_BR) como forma de reconhecer as pessoas, empresas, instituições e iniciativas que agem em prol da igualdade racial no Brasil. Os vencedores recebem uma estatueta com a obra ‘Mad World’, de Vik Muniz, e o valor de R$ 3 mil reais.
Por meio do site do ID_BR, o público indica previamente pessoas, instituições e iniciativas para concorrerem às 10 categorias. Em seguida, uma equipe se especialistas do ID_BR realiza a pré-seleção e a curadoria dos indicados. Os nomes selecionados são encaminhados para o júri técnico.
A cerimônia de premiação tem direção geral de Tom Mendes (diretor também do ID_BR), e é transmitida no canal de Youtube do ID_BR. Outros veículos de comunicação que transmitiram a cerimônia ao longo dos anos são: o canal Multishow, o Canal Bis e a TV Globo (primeira edição com veiculação em televisão aberta em 2023). Além disso, um compilado com entrevistas com os premiados vem sendo produzido e veiculado pelo CultneTV.
Em 2018 e 2019, a cerimônia foi realizada em formato de jantar beneficente no Hotel Copacabana Palace (Rio de Janeiro), e o valor arrecadado foi revertido para o ID_BR. Nos anos de 2020, 2021, 2022 e 2023, foi realizada no Teatro Riachuelo (Rio de Janeiro), tendo apenas em 2023 público presente na cerimônia por conta da pandemia do coronavírus nos anos anteriores.

## Premiados
Atualmente, são 10 categorias, que se distribuem em três pilares: Cultura (artistas e produtores pretos e indígenas experientes), Educação (iniciativas educacionais de promoção de igualdade racial) e Empregabilidade (empresas com práticas internas e externas antirracistas). Os pré-requisitos para concorrer em cada uma das categorias estão descritos, por exemplo, na chamada para o prêmio de 2023.
| Cultura* | Cultura*           | Cultura*                                | Cultura*                                  | Cultura*         | Cultura*                    |
|          | Arte em movimento  | Destaque publicitário                   | Influência e representatividade digital** | Raça em pauta    | Ref.                        |
| -------- | ------------------ | --------------------------------------- | ----------------------------------------- | ---------------- | --------------------------- |
| 2024     | Yacunã Tuxá        | Urihi Associação Yanomami + Agência DM9 | Fayda Belo                                | Luciene Kaxinawá | [ 13 ]                      |
| 2023     | Uýra Sodoma        | Disney + Marvel Brasil                  | Família Quilombo                          | Renê Silva       | [ 6 ] [ 7 ] [ 14 ] [ 15 ]   |
| 2022     | Jeferson De        | Avon + Wunderman Thompson               | Txai Suruí                                | Mano a Mano      | [ 12 ] [ 16 ]               |
| 2021     | Alberto Pitta      | Dove + Influência Negra                 | Tukumã Pataxó                             | Trace Brasil     | [ 17 ]                      |
| 2020     | Lia de Itamaracá   | Coca-Cola + wmccann                     | Alê Santos                                | Djamila Ribeiro  | [ 18 ] [ 19 ]               |
| 2019     | Tia Maria do Jongo | Itaú + DPZ&T                            | Yuri Marçal                               | Flávia Oliveira  | [ 20 ] [ 21 ]               |
| 2018     | Liniker (Música)   | Vovô do Ilê (Produção Cultural)         | Nátaly Neri                               | Luciana Barreto  | [ 22 ] [ 23 ] [ 24 ] [ 25 ] |

* Em 2018, a categoria Arte em movimento se chamava "Música"; e a categoria Destaque publicitário se chamava "Produção Cultural".
** Até 2020, a categoria Influência e representatividade digital se chamava "Representatividade em novos formatos".
| Educação* | Educação*                         | Educação*                  | Educação*              | Educação*     |
|           | Educação e oportunidades          | Inspiração                 | Intelectualidade       | Ref.          |
| --------- | --------------------------------- | -------------------------- | ---------------------- | ------------- |
| 2024      | Makira – E´ta                     | Erika Hilton               | Petronilha Beatriz     | [ 13 ]        |
| 2023      | Acessibilindígena                 | Cristine Takuá             | Davi Kopenawa Yanomami | [ 6 ] [ 7 ]   |
| 2022      | Associação Social UniFavela       | Joênia Wapichana           | Ailton Krenak          | [ 12 ] [ 16 ] |
| 2021      | Rede de Professores Antirracistas | Conceição Evaristo         | Silvio Almeida         | [ 17 ]        |
| 2020      | Movimento Meninas Pretas          | Alcione                    | Nei Lopes              | [ 18 ] [ 19 ] |
| 2019      | Uneafro                           | Maria Júlia Coutinho       | Kabengele Munanga      | [ 21 ]        |
| 2018      | Educafro (Projetos de impacto)    | Joana D'Arc Félix de Souza | Conceição Evaristo     | [ 22 ] [ 23 ] |

* Em 2018, a categoria Educação e Oportunidades se chamava "Projetos de impacto"; e Inspiração era "Liderança e influência". No mesmo ano, também havia uma categoria (ainda não-identificada nas pesquisas) cujo vencedor foi a Escola Eleva.
| Empregabilidade* | Empregabilidade*       | Empregabilidade*           | Empregabilidade*         | Empregabilidade*           |
|                  | Comprometimento racial | Liderança                  | Trajetória empreendedora | Ref.                       |
| ---------------- | ---------------------- | -------------------------- | ------------------------ | -------------------------- |
| 2024             | Mondelēz International | Vanda Witoto + Imara Jones | Dayana Molina            | [ 13 ]                     |
| 2023             | MOVER                  | Luana Ozemela              | Sol Terena               | [ 7 ] [ 27 ]               |
| 2022             | AMBEV                  | Mônica Marcondes           | Watatakalu Yawalapiti    | [ 12 ] [ 16 ]              |
| 2021             | 99jobs                 | Helena Bertho              | Weena Tikuna             | [ 17 ]                     |
| 2020             | SOMA                   | Rachel Maia                | Adriana Barbosa          | [ 18 ] [ 19 ]              |
| 2019             | Google                 | Roberta Anchieta           | Camila Farani            | [ 21 ]                     |
| 2018             | Aegea                  | Theo van der Loo           | Rachel Maia              | [ 1 ] [ 22 ] [ 26 ] [ 23 ] |

* Até 2020, existia ainda a categoria "Melhores práticas étnico-raciais", cujos vencedores foram: Cisco Systems (2020), Bradesco (2019), e Novelis (2019).
| Homenagens | Homenagens                | Homenagens              | Homenagens                          | Homenagens    |
| Ano        | Homenageada/o             | Categoria               | Condução                            | Ref.          |
| ---------- | ------------------------- | ----------------------- | ----------------------------------- | ------------- |
| 2023       | Glória Maria              | Antirracismo Ambiental  | Mariana Bispo e Alexandre Henderson | [ 6 ] [ 7 ]   |
| 2023       | Pelé                      | Liderança Internacional | Formiga                             | [ 6 ] [ 29 ]  |
| 2022       | Elza Soares               |                         | Larissa Luz                         | [ 16 ]        |
| 2020       | Chica Xavier (em memória) | Inspiração              |                                     | [ 18 ] [ 19 ] |
| 2002       | Cacique Raoni             | Inspiração              |                                     | [ 19 ]        |
| 2018       | Marielle Franco           |                         | Luyara Santos                       | [ 22 ] [ 23 ] |